# Drapeau de Djibouti
Le drapeau de Djibouti est le drapeau national et le pavillon national de la république de Djibouti, institué depuis 1977, année de l'indépendance du pays vis-à-vis de la France.

## Contexte et signification
Avant 1977, Djibouti était appelée territoire d'Obock entre 1862 et 1896, puis côte française des Somalis entre 1896 et 1967 et territoire français des Afars et des Issas entre 1967 et 1977. Durant cette longue période, le drapeau utilisé est le drapeau tricolore. Le drapeau de Djibouti a été créé par la suite en 1970. Adopté en 1977, le drapeau national était une adaptation du drapeau du Front de libération de la côte des Somalis (FLCS), un groupe de guérilla qui menait Djibouti avec la Ligue Populaire Africaine pour l'Indépendance (LPAI) à l'indépendance

Drapeau avant 1977
Drapeau du territoire d'Obock et de ses dépendances (1862-1896), de la côte française des Somalis (1896-1967), puis du territoire français des Afars et des Issas (1967-1977).

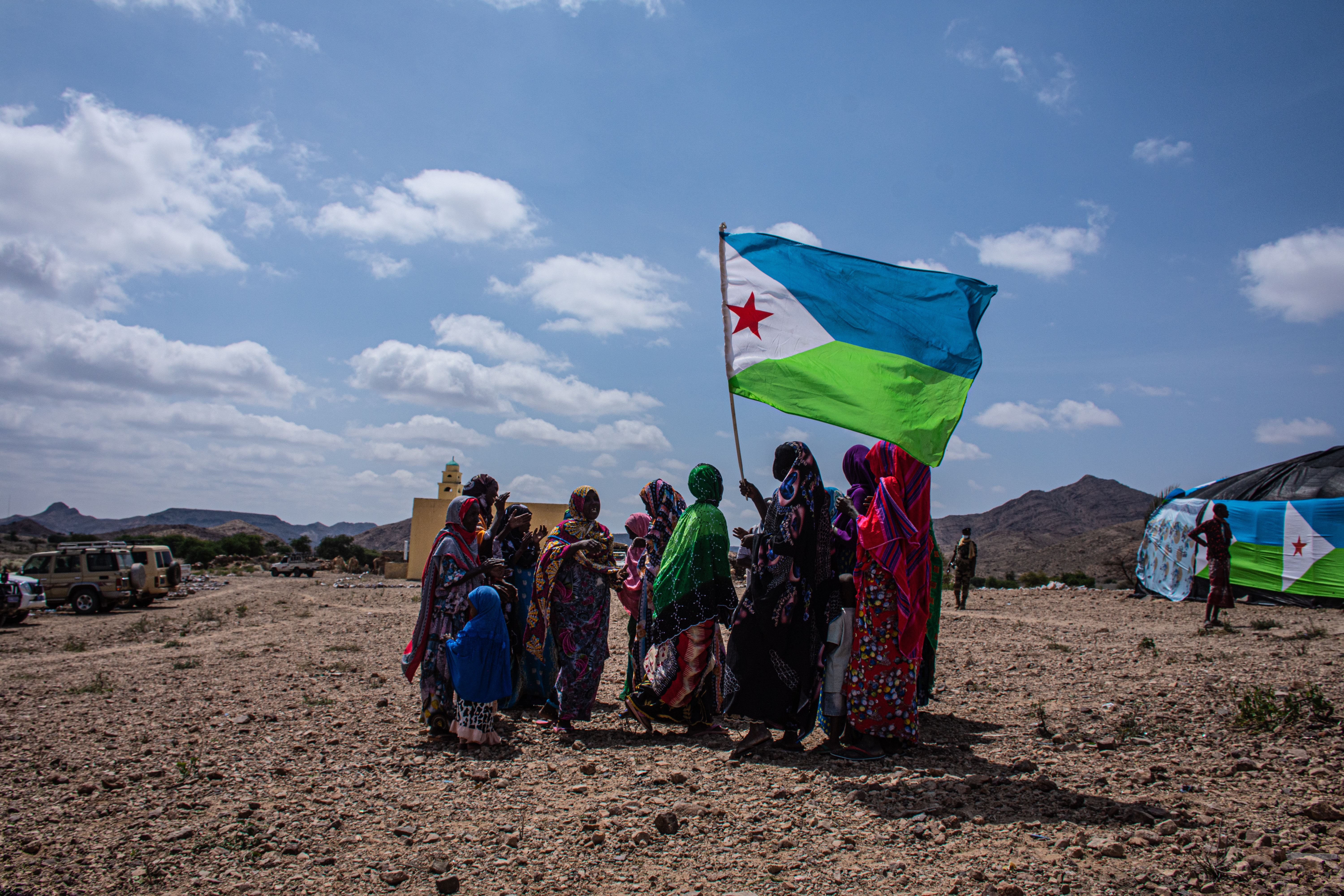
Un groupe de femmes danse en arborant le drapeau national, dans le village de God Daawo, Djibouti

Mais le référendum d'indépendance du 8 mai 1977, se prononçant par une victoire du oui à 99,75 %, amène le territoire à prendre son indépendance officielle le 27 juin 1977. Ainsi, le pays nouvellement créé adopte un nouveau drapeau : comme indiqué dans la constitution du pays, et plus précisément dans l'article 2 du titre I, « L'emblème de la République est le drapeau bleu, vert, blanc frappé d'une étoile rouge à cinq branches ».
Précisément, ce drapeau est constitué de deux bandes horizontales bleue et verte, et d'un triangle isocèle blanc situé du côté de la hampe. Au milieu du triangle, une étoile rouge à cinq branches figure.
La signification de ce drapeau se retrouve aussi dans l'hymne national de Djibouti, avec quelques différences : 
- le bleu symbolise la mer et le ciel, cependant l'hymne national stipule bien que le « bleu du ciel » ;
- le vert représentant la terre, exprimé par la phrase « le vert éternel de la terre » ;
- le blanc pour la paix, exprimé par le « blanc symbolique de la paix » ;
- le rouge pour le sacrifice de la population pour l'indépendance, comme il est rappelé « le drapeau qui nous a coûté cher » et qui a amené « une douleur extrême ». Ce sacrifice est le thème de l'hymne national et c'est pour cela qu'il est demandé de se lever pour le drapeau et d'en être fier.

Au milieu du triangle, une étoile rouge à cinq branches symbolise l'unité nationale. Le rouge dans l'étoile représente le sang versé par les martyrs de l'indépendance. L'étoile, qui est présente sur les armoiries du pays, est aussi un symbole employé pour rappeler les origines somaliennes du pays, comme l'étoile figurant sur le drapeau somalien le suggère

Armoiries et ressemblance entre drapeaux
Armoiries de Djibouti, faisant figurer l'étoile rouge.
Drapeau de Djibouti.
Drapeau de la Somalie.

Ce drapeau est levé pour la première fois à l'indépendance du pays, le 27 juin 1977, par le responsable de la police Yacin Yabeh Galab.